# Amy Chow
Amy Chow (n. 15 mai 1978, San Jose, California, SUA) este o gimnastă artistică ce a reprezentat Statele Unite ale Americii, medaliată olimpică. A participat la 2 ediții ale Jocurilor Olimpice (1996, 2000) în care a câștigat o medalie de aur, o medalie de argint și o medalie de bronz.